# Conflans-sur-Anille
Conflans-sur-Anille település Franciaországban, Sarthe megyében. Lakosainak száma 460 fő (2022. január 1.). Conflans-sur-Anille Berfay, Semur-en-Vallon, Montaillé, Rahay és Saint-Calais községekkel határos.

## Népesség
A település népességének változása:
| Lakosok száma | 546  | 533  | 536  | 512  | 494  | 477  | 471  | 466  | 460  |
|               | 2013 | 2015 | 2016 | 2017 | 2018 | 2019 | 2020 | 2021 | 2022 |